# تأمين الوسائط
إن تأمين الوسائط هو إجراء أمني يرتبط عادةً بالكشفات الحساسة سياسياً والمؤتمرات الصحفية. وخلال فترة حبس وسائط الإعلام، يحصل الصحفيون المعتمدون على معلومات مسبقة والخبراء الاستشاريين من أجل المساعدة في دقة تقاريرهم عن المسائل التي يتم الكشف عنها. وينتهي حبس وسائط الإعلام عندما يرفع الحظر المفروض على نشر المعلومات في الوقت المناسب.

## عملية
قد يُطلب من الصحفيين التوقيع على استطلاعات صكوك أو اتفاقيات أخرى قبل الحصول على إذن لحضور الأقفال الإعلامية. قد يكون مطلوباً إيقاف تشغيل و/أو ترك الهواتف النقالة مع مشرف أمني عند الدخول. ويجب عموما فصل أجهزة الحاسوب المحمول واللاسلكي والهواتف النقالة لمنع أي وسيلة أخرى للاتصال الصادر إلى حين رفع الحظر المقرر. أثناء إغلاق وسائل الإعلام، لا يُسمح للحضور بمغادرة الغرفة، ولا يُسمح لأحد بالاقتراب من أي بنية تحتية داخلية للاتصالات. وفي الحالات التي لا يكون فيها تسليم الهواتف المحمولة مطلوباً، قد يخضع الحاضرون لمرافقة عند زيارة الحمام.

## استخدام
مؤسسات لفرض وسائل الإعلام الأقفال المنبثقة تشمل بنك الاحتياطي في أستراليا، الحكومة الأسترالية، وزارة الخزانة النيوزيلندية، وزارة العمل في الولايات المتحدة، وزارة الخزانة في جنوب أفريقيا، حكومة كندا، والمحكمة العليا في كندا. وقد ذكرت المحكمة العليا في كندا أنها تستخدم وسائل الإعلام الأقفال المنبثقة «لتحسين دقة التقارير الإعلامية لقرارات المحكمة العليا في كندا ومساعدة أعضاء وسائل الإعلام في الإبلاغ عن القضايا التي اجتذبت مستوى عال من الاهتمام العام.»

## رد
وكانت الأقفال المرتبطة بالميزانية الأسترالية مثيرة للجدل. وفي عام 2014، ادعى أعضاء عدة نقابات عمالية أنهم مُنعوا من دخول سجن لأصحاب المصلحة.
بعض الصحفيين يعتبرون الميزانية الأسترالية وسائل الإعلام قفل «لا طائل منه»، مشيرا إلى أن المسائل المثيرة للجدل وعادة ما تكون معروفة بالفعل بسبب التسريبات السابقة للصحافة. في عام 2013، وصف أحد الحضور الذين لم يكشف عن اسمه قفل الميزانية بأنه «طريقة واحدة يمكن للحكومة أن تبيع رسالتها... لديهم جمهور أسير، حرفياً تماماً.»
وانتقد الحاضرون حبساً إعلامياً أقامته الحكومة الكندية في كانون الثاني/يناير 2015 قبل تقديم مشروع قانون لمكافحة الإرهاب، مُنعوا من الوصول إلى مشروع القانون قبل المؤتمر الصحفي.
في عام 2011 كتب المؤلف نيكولاس راسل أن وسائل الإعلام قفل المنبثقة «قد تفعل أكثر من الخير من الأذى» من خلال تزويد الصحفيين مع «الوقت التفكير» على المسائل المعقدة. وكتب أيضا أن «يمكن القول بأن نظام القفل المتابعة يؤدي إلى التجانس بالجملة من الأخبار - الجميع يحصل أساسا نفس القصة.»